# 粗盾真寄居蟹
粗盾真寄居蟹（学名：Dardanus aspersus）为活額寄居蟹科真寄居蟹屬下的一个种。